# 아래대뇌정맥
아래대뇌정맥(inferior cerebral veins), 또는 하대뇌정맥은 대뇌반구의 아랫면에서 혈액을 받아 해면정맥굴과 가로정맥굴로 보내는 정맥이다.
이마엽의 눈확 쪽 표면에 있는 아래대뇌정맥은 위대뇌정맥으로 합류하고, 위대뇌정맥을 통해 위시상정맥굴로 열린다.
관자엽 쪽에 위치한 아래대뇌정맥은 중간대뇌정맥과 뇌바닥정맥과 문합하고 해면정맥굴, 나비마루정맥굴, 위바위정맥굴로 합류한다.

## 추가 이미지

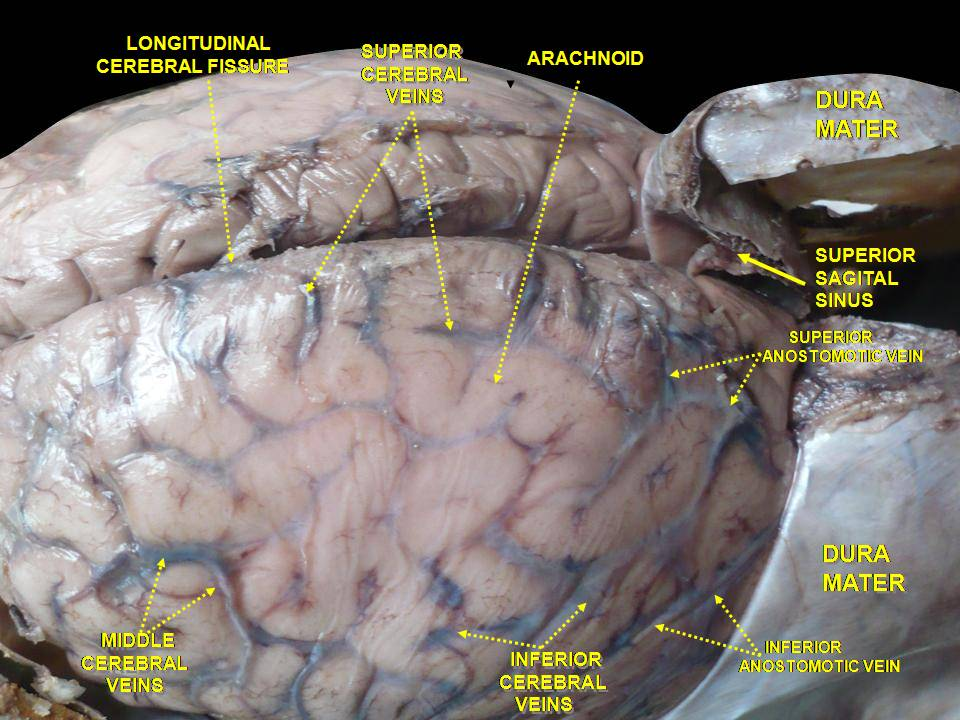
뇌척수막과 얕은 대뇌 정맥들. 깊은 해부. 위에서 본 사진.

## 참고 문헌
이 문서는 현재 퍼블릭 도메인에 속하는 그레이 해부학 제20판(1918) page 652의 내용을 기초로 작성된 글이 포함되어 있습니다.